# Boro Wetan
Boro Wetan is een bestuurslaag in het regentschap Purworejo van de provincie Midden-Java, Indonesië. Boro Wetan telt 1612 inwoners (volkstelling 2010).